# ソビエト連邦最高会議幹部会議長
ソビエト連邦最高会議幹部会議長（ソビエトれんぽうさいこうかいぎかんぶかいぎちょう、ロシア語: Председатель Президиума Верховного Совета СССР）は、ソビエト社会主義共和国連邦の立法府、最高会議の常設機関である最高会議幹部会の議長であり、同国の国家元首である。最高ソビエト幹部会議長とも。

## 概要
最高会議は1989年の憲法改正までソビエト連邦の最高国家権力機関として位置づけられていたため、1938年から1989年までの間、最高会議幹部会議長は国家元首に相当する官職であった。
ここでは同じソビエト連邦の国家元首職として、上記官職とも関係性が深い、1938年以前のソビエト連邦中央執行委員会議長、1989年以降の最高会議議長およびソビエト連邦大統領についても説明する。

## 歴史
最高会議幹部会の英訳が「Presidium of the Supreme Soviet」であることから、最高会議幹部会議長は西側においてしばしば「大統領」と呼ばれた。しかし、最高会議幹部会議長は儀礼的・象徴的な意味合いが強い名誉職的な地位であり、実権はソビエト連邦共産党中央委員会書記長が握っていた。元首格の最高会議幹部会議長、ソ連共産党の最高指導者である書記長、閣僚会議（内閣）の首長である閣僚会議議長（首相）を兼任させずに分離した体制をトロイカ体制と呼ぶ。
1977年、レオニード・ブレジネフ書記長がソ連史上初めて最高会議幹部会議長と党書記長を兼任した。

### 最高会議と大統領制
ソ連共産党書記長兼最高会議幹部会議長であるミハイル・ゴルバチョフのもと、1989年の憲法改正で新たにソビエト連邦人民代議員大会が最高国家権力機関として創設されると、最高会議はその常設機関とされ、最高会議幹部会議長のポストは廃止された。代わって最高会議議長の職が新設され、人民代議員大会の議長も兼ねる国家元首となった。
また、1990年の大統領制導入により、国家元首の地位は大統領へ移行した。新設された初代最高会議議長と初代大統領は、いずれもゴルバチョフ本人が歴任した。

## 元首の一覧
| 中央執行委員会議長 (1922-1938)             |                                                                         |        |                                                  |    |                                |          |              |
| 代                                         | 議長                                                                    | 議長   | 所属政党                                         | 期 | 在任期間                       | 在任期間 | 備考         |
| ロシア社会主義連邦ソビエト共和国代表       |                                                                         |        |                                                  |    |                                |          |              |
| 001                                        | ミハイル・カリーニン Михаи́л Кали́нин Mikhail Kalinin                     |        | 全連邦共産党 （ВКП）                             |    | 1922年12月30日 - 1938年1月12日 |          |              |
| ウクライナ社会主義ソビエト共和国代表       |                                                                         |        |                                                  |    |                                |          |              |
| 001                                        | グリゴリー・ペトロフスキー Григорий Петровский Grigory Petrovsky        |        | 全連邦共産党 （ВКП）                             |    | 1922年12月30日 - 1938年1月12日 |          |              |
| 白ロシア社会主義ソビエト共和国代表         |                                                                         |        |                                                  |    |                                |          |              |
| 001                                        | アレクサンドル・チェルヴャコフ Александр Червяков Alexander Chervyakov  |        | 全連邦共産党 （ВКП）                             |    | 1922年12月30日 - 1937年6月16日 |          |              |
| ザカフカース社会主義連邦ソビエト共和国代表 |                                                                         |        |                                                  |    |                                |          |              |
| 001                                        | ナリマン・ナリマノフ Нариман Нариманов Nariman Narimanov                |        | 全連邦共産党 （ВКП）                             |    | 1922年12月30日 - 1925年3月19日 |          | 在任中に死去 |
| 002                                        | ガザンファル・ムサベコフ Газанфар Мусабеков Gazanfar Musabekov          |        | 全連邦共産党 （ВКП）                             |    | 1925年5月21日 - 1937年6月      |          |              |
| トルクメン社会主義ソビエト共和国代表       |                                                                         |        |                                                  |    |                                |          |              |
| 001                                        | ネディルバイ・アイタコフ Недирбай Айтаков Nedirbay Aytakov              |        | 全連邦共産党 （ВКП）                             |    | 1925年5月21日 - 1937年7月21日  |          |              |
| ウズベク社会主義ソビエト共和国代表         |                                                                         |        |                                                  |    |                                |          |              |
| 001                                        | ファイズッラ・ホジャエフ Файзулла Хўжаев Fayzulla Xoʻjayev              |        | 全連邦共産党 （ВКП）                             |    | 1925年5月21日 - 1937年6月17日  |          |              |
| タジク社会主義ソビエト共和国代表           |                                                                         |        |                                                  |    |                                |          |              |
| 001                                        | ヌスラトゥッロ・マクスム Нусратулло Махсум Nusratullo Maksum            |        | 全連邦共産党 （ВКП）                             |    | 1931年3月18日 - 1934年1月4日   |          |              |
| 002                                        | アブドゥッロ・ラヒンバエフ Абдулло Рахимбаев, Abdullo Rakhimbayev       |        | 全連邦共産党 （ВКП）                             |    | 1934年1月4日 - 1937年9月       |          |              |
| 最高会議幹部会議長 (1938-1989)             |                                                                         |        |                                                  |    |                                |          |              |
| 代                                         | 議長                                                                    | 議長   | 所属政党                                         | 期 | 在任期間                       | 在任期間 | 備考         |
| 001                                        | ミハイル・カリーニン Михаи́л Кали́нин Mikhail Kalinin                     |        | 全連邦共産党 （ВКП）                             |    | 1938年1月17日 - 1946年3月19日  |          |              |
| 002                                        | ニコライ・シュヴェルニク Никола́й Шве́рник Nikolai Shvernik               |        | 全連邦共産党 （ВКП） ソビエト連邦共産党 （KПSS） |    | 1946年3月19日 - 1953年3月15日  |          |              |
| 003                                        | クリメント・ヴォロシーロフ Климе́нт Вороши́лов Kliment Voroshilov         |        | ソビエト連邦共産党 （KПSS）                      |    | 1953年3月15日 - 1960年5月7日   |          |              |
| 004                                        | レオニード・ブレジネフ Леони́д Бре́жнев Leonid Brezhnev                   |        | ソビエト連邦共産党 （KПSS）                      |    | 1960年5月7日 - 1964年7月15日   |          |              |
| 005                                        | アナスタス・ミコヤン Анаста́с Микоя́н Anastas Mikoyan                     |        | ソビエト連邦共産党 （KПSS）                      |    | 1964年7月15日 - 1965年12月9日  |          |              |
| 006                                        | ニコライ・ポドゴルヌイ Никола́й Подго́рный Nikolai Podgorny               |        | ソビエト連邦共産党 （KПSS）                      |    | 1965年12月9日 - 1977年6月16日  |          |              |
| 0(4)                                       | レオニード・ブレジネフ Леони́д Бре́жнев Leonid Brezhnev                   |        | ソビエト連邦共産党 （KПSS）                      |    | 1977年6月16日 - 1982年11月10日 |          |              |
| 00－                                       | ヴァシリー・クズネツォフ Василий Кузнецов Vasilii Kuznetsov             |        | ソビエト連邦共産党 （KПSS）                      |    | 1982年11月10日 - 1983年6月16日 |          |              |
| 007                                        | ユーリ・アンドロポフ Ю́рий Андро́пов Yurii Andropov                       |        | ソビエト連邦共産党 （KПSS）                      |    | 1983年6月16日 - 1984年2月9日   |          |              |
| 00－                                       | ヴァシリー・クズネツォフ Василий Кузнецов Vasilii Kuznetsov             |        | ソビエト連邦共産党 （KПSS）                      |    | 1984年2月9日 - 1984年4月11日   |          |              |
| 008                                        | コンスタンティン・チェルネンコ Константи́н Черне́нко Konstantin Chernenko |        | ソビエト連邦共産党 （KПSS）                      |    | 1984年4月11日 - 1985年3月10日  |          |              |
| 00－                                       | ヴァシリー・クズネツォフ Василий Кузнецов Vasilii Kuznetsov             |        | ソビエト連邦共産党 （KПSS）                      |    | 1985年3月10日 - 1985年7月2日   |          |              |
| 009                                        | アンドレイ・グロムイコ Андре́й Громы́ко Andrei Gromyko                    |        | ソビエト連邦共産党 （KПSS）                      |    | 1985年7月2日 - 1988年10月1日   |          |              |
| 010                                        | ミハイル・ゴルバチョフ Михаи́л Горбачёв Mikhail Gorbachev                |        | ソビエト連邦共産党 （KПSS）                      |    | 1988年10月1日 - 1989年5月25日  |          |              |
| 最高会議議長 (1989-1990)                   |                                                                         |        |                                                  |    |                                |          |              |
| 代                                         | 議長                                                                    | 議長   | 所属政党                                         | 期 | 在任期間                       | 在任期間 | 備考         |
| 001                                        | ミハイル・ゴルバチョフ Михаи́л Горбачёв Mikhail Gorbachev                |        | ソビエト連邦共産党 （KПSS）                      |    | 1989年5月25日 - 1990年3月15日  |          |              |
| 大統領 (1990-1991)                         |                                                                         |        |                                                  |    |                                |          |              |
| 代                                         | 大統領                                                                  | 大統領 | 所属政党                                         | 期 | 在任期間                       | 在任期間 | 備考         |
| 001                                        | ミハイル・ゴルバチョフ Михаи́л Горбачёв Mikhail Gorbachev                |        | ソビエト連邦共産党 （KПSS）                      |    | 1990年3月15日 - 1991年12月25日 |          |              |